# Системна нейробіологія
Системна нейробіологія — субдисципліна нейронауки та системної біології, яка вивчає структуру та функції нейронних ланцюгів і систем. 
Системна нейронаука охоплює ряд областей дослідження, пов'язаних з тим, як нервові клітини поводяться, коли з'єднані між собою, щоб утворити нейронні шляхи, нейронні ланцюги та великі мережі мозку. На цьому рівні аналізу нейробіологи вивчають, як різні нейронні схеми аналізують сенсорну інформацію, формують сприйняття зовнішнього світу, приймають рішення та виконують рухи.
Дослідники системної нейронауки досліджують зв’язок між молекулярним і клітинним підходами до розуміння структури та функціонування мозку, а також вивченням розумових функцій високого рівня, таких як мова, пам’ять і самосвідомість (які є сферою поведінкових досліджень і когнітивної нейробіології). 
Системні нейробіологи зазвичай використовують методи для розуміння мереж нейронів, як вони функціонують, за допомогою електрофізіології, використовуючи одноблоковий запис або багатоелектродний запис, функціональну магнітно-резонансну томографію (МРТ) і ПЕТ-сканування.
Термін зазвичай використовується в освітніх рамках: звичайна послідовність курсів з нейронаук для аспірантів складається з клітинної/молекулярної нейронауки протягом першого семестру, потім системної нейронауки для другого семестру. Він також іноді використовується для виділення підрозділу відділу нейронауки в університеті.

## Додаткова література

### Книги
- Yu Albert Cheung-Hoi; Li Lina. (2018). Systems neuroscience. Advances in Neurobiology. Cham: Springer. ISBN 978-3-319-94591-0.

### Журнали
- Нейрофізіологія (журнал)
- Frontiers in Systems Neuroscience
- Experimental Neurobiology
- Neural Networks
- Frontiers in Neural Circuits
- Neuroscience & Biobehavioral Reviews
- Cognitive Neurodynamics.

### Статті
Van Horn, John Darrell; Jacokes, Zachary; Newman, Benjamin; Henry, Teague (14 серпня 2023). Editorial: Is Now the Time for Foundational Theory of Brain Connectivity?. Neuroinformatics (англ.). ISSN 1559-0089. doi:10.1007/s12021-023-09641-7.